# Азимов, Муминджан
Муминджан Азимов (узб. Moʻminjon Azimov; 1904, Старый Маргилан, Ферганская область, Туркестанский край, Российская империя — 1948, Ташкент, Узбекская ССР, СССР) — советский узбекский хозяйственный, государственный и партийный деятель.

## Биография
Родился в 1904 году в Старом Маргелане. Член КПСС с 1925 года.
С 1929 года — на хозяйственной, общественной и политической работе. В 1929—1948 годах — рабочий-фиксажист на кинофабрике в Ташкенте, рабочий-молотобоец механических мастерских в Ташкенте. Председатель окрпрофсовета в Курган-Тюбе Таджикской ССР. Начальник управления сберкасс в Самарканде, секретарь ПК ЦКК КП(б) Узбекистана в Ташкенте. 1-й секретарь Каганского райкома КП(б) Узбекистана, уполномоченный КПК при ЦК ВКП(б) по Узбекистану. 1-й секретарь Наманганского горкома КП(б) Узбекистана, 1-й секретарь Оргбюро ЦК КП(б) Узбекистана по Ферганской области. 
Заместитель председателя Совета Народных Комиссаров Узбекской ССР. 
Народный комиссар пищевой промышленности Узбекской ССР.
1-й секретарь Ташкентского сельского райкома КП(б) Узбекистана. 
Министр лесного хозяйства Узбекской ССР.
Избирался депутатом Верховного Совета Узбекской ССР 1-го и 2-го созывов (с 1938).
Умер в Ташкенте в 1948 году.